# سامانثا فيش
سامانثا فيش (بالإنجليزية: Samantha Fish)‏ هي ملحنة وكاتبة غنائية وعازفة قيثارة ومغنية أمريكية، ولدت في 1989 في كانساس سيتي في الولايات المتحدة.

## وصلات خارجية
- الموقع الرسمي
- سامانثا فيش على موقع IMDb (الإنجليزية)
- سامانثا فيش على موقع ميوزك برينز (الإنجليزية)
- سامانثا فيش على موقع أول ميوزيك (الإنجليزية)
- سامانثا فيش على موقع ديسكوغز (الإنجليزية)